# باندیو
باندیو شهری در شهرستان باگاسی در استان باله در بورکینافاسوی جنوبی است و جمعیت آن ۱۱۷۶ نفر است.